# Ullsfjorden

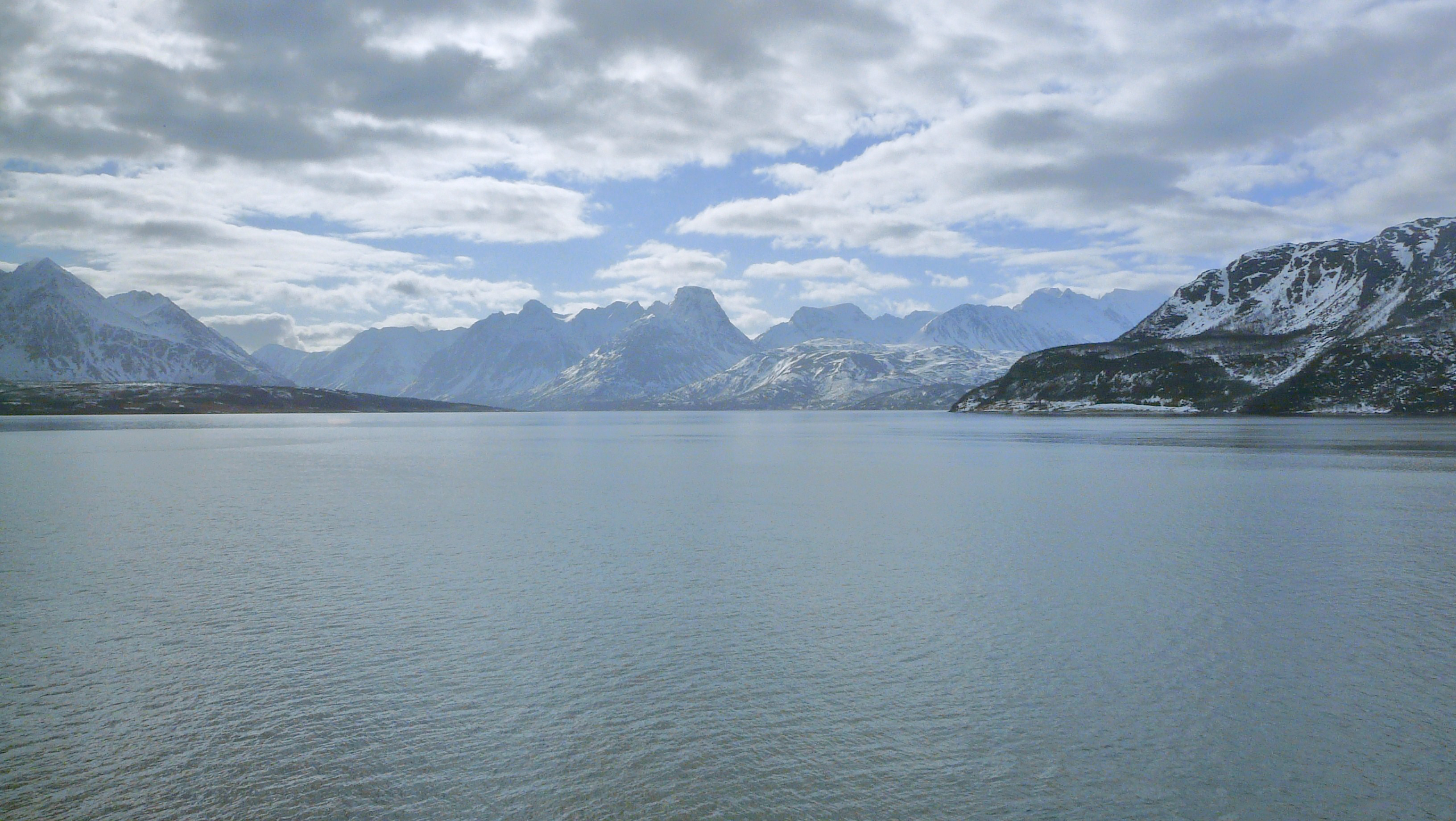
Ullsfjorden sedd från färjan mellan Breivikeidet och Svensby.

Ullsfjorden (nordsamiska: Olggosvuotna eller Moskavuotna) är en fjord i Lyngens, Karlsøy och Tromsø kommuner i Troms fylke i norra Norge. Den sträcker sig söderut längs västra sidan av Lyngenhalvön, öster om staden Tromsø.
Ullsfjorden är 75 kilometer lång från udden Nordklubben, längst ut på Lyngenhalvön, till orten Sjøvassbotn längst ner i fjordens innersta del, Sørfjorden. Den är 11 kilometer bred vid mynningen mellan ön Karlsøya och Nordklubben. Ungefär mitt i Ullsfjorden skär den smala fjordarmen Kjosen österut till det cirka fyra kilometer breda näset Lyngseidet över till fjorden Lyngen. Den del av fjorden som ligger innanför Kjosen kallas för Sørfjorden.